# 城子古城
城子古城，位于中国河北省承德市城子村，为承德市围场满族蒙古族自治县的一个省级文物保护单位，类型为古遗址，公布时间为1982年7月23日。
城子古城的历史年代为战国、汉。